# Choloma (kommun)
Choloma är en kommun i Honduras.   Den ligger i departementet Departamento de Cortés, i den västra delen av landet, 190 km norr om huvudstaden Tegucigalpa. Antalet invånare är 151 999. Arean är 448 kvadratkilometer.
Terrängen i Choloma är varierad.